# Sandy Springs
Sandy Springs é uma cidade localizada no estado americano da Geórgia, no Condado de Fulton.

## Demografia
Segundo o censo americano de 2000, a sua população era de 85.781 habitantes.

## Geografia
De acordo com o United States Census Bureau tem uma área de 100,9 km², dos quais 97,7 km² cobertos por terra e 3,2 km² cobertos por água. Sandy Springs localiza-se a aproximadamente 333 m acima do nível do mar.

## Localidades na vizinhança
O diagrama seguinte representa as localidades num raio de 16 km ao redor de Sandy Springs.